# Blackbushe Airport
Blackbushe Airport är en flygplats i Storbritannien.   Den ligger i grevskapet Hampshire och riksdelen England, i den södra delen av landet, 50 km väster om huvudstaden London. Blackbushe Airport ligger 95 meter över havet.
Terrängen runt Blackbushe Airport är platt. Runt Blackbushe Airport är det tätbefolkat, med 735 invånare per kvadratkilometer. Närmaste större samhälle är Reading, 17,0 km nordväst om Blackbushe Airport. Runt Blackbushe Airport är det i huvudsak tätbebyggt.